# Ауховське наїбство

мапа Ауховського наїбства Російської імперії

Ауховське наїбство (чеч. Іовхойн наибалла) — адміністративна одиниця Північно-Кавказького імамату, і пізніше Російської імперії, входило до числа набутків Чеченських областей імамату. Наїбство було утворено на моноетнічній чеченській території, історична батьківщина ауховської спільноти (чеч. Іовхойн юкъаралла).

## Історія

### Північно-Кавказький імамат
У XIX столітті, поряд з іншими північнокавказькими народами, аухівці брали участь у Кавказькій війні, прийнявши бік Північно-Кавказького імамату. Згідно з відомостями сподвижника Шаміля Юсуф-Хаджі Сафарова, Ауховське наїбство спочатку виставляло 700 озброєних вершників і 1730 піших воїнів, у період 1850-х років виставляло 500 озброєних вершників і близько 1500 піших воїнів. Населення наїбства складалося з 4877 дворів з числом жителів до 54 000 осіб.
У роки Кавказької війни вся Чечня була розділена імамом Шамілем на особливі округи, які називалися наїбствами, що входили до вілает (область). Кожним наїбством, що складалося з кількох аулів, круглим числом близько 2000 дворів, керував наїб. Наїби призначалися самим Шамілем і обиралися з, представлених громадськістю імаму. При наїбах складалися загони мюридів, які утримувалися з допомогою жителів наїбств. Кадії (судді, фахівці з ісламського права) і старшини обиралися народом, проте за поданням наїбів і затверджувалися на своїх посадах Шамілем. Все населення чоловічої статі поділялося на десятки, члени яких були зобов'язані спостерігати за поведінкою один одного і, у разі чогось підозрілого, від них потрібно відразу донести наїбу округу, якщо дії когось або завдавали шкоди імамату (країні). У різний час наїбством керували: Гойтемир Ауховський, Уллубій-мулла, Хоза Мамаєв, Ташев-Хаджі.

### Російська імперія
Есадзе писав, про те, що в 1860 Терська область поділялася на 6 округів: Кабардинський, Військово-Осетинський, Чеченський, Аргунський, Ічкеринський і Кумицький і на два окремі наїбства: Аухівське і Салаватівське, які були тимчасово зараховані до Кумикського округу "(19). На думку Есадзе, всі ці округи (наїбства), засновані або перетворені в період найенергійніших військових дій з 1857 по 1859 рік, мали тимчасовий характер.
Після закінчення Кавказької війни, на місці проживання аухівців якийсь час існувала адміністративна одиниця — Аухівський округ. 1 жовтня 1862 року був утворений Нагорний округ Терської області, до складу якого увійшли Аухівське, Салатівське та Зандакське наїбства.